# Seggebruch

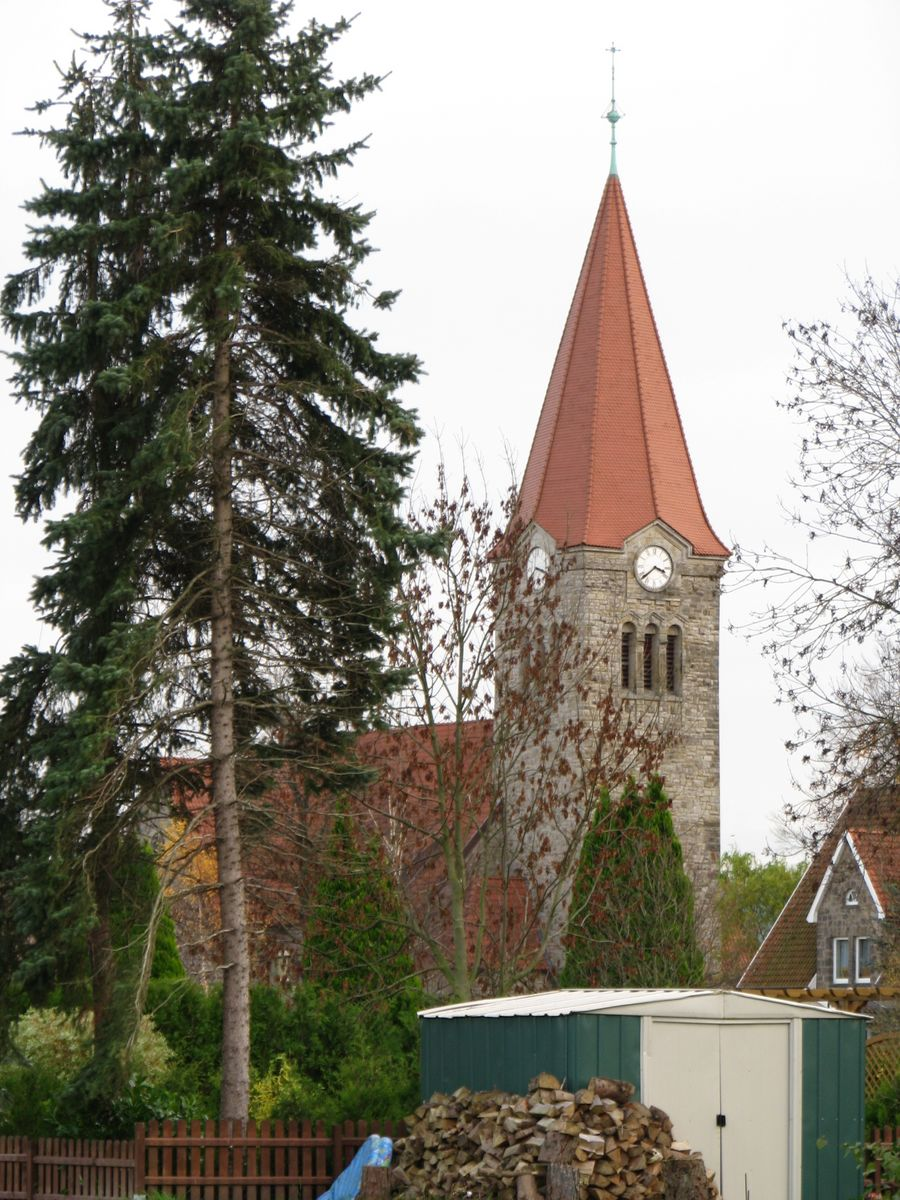
Kirche in Seggebruch

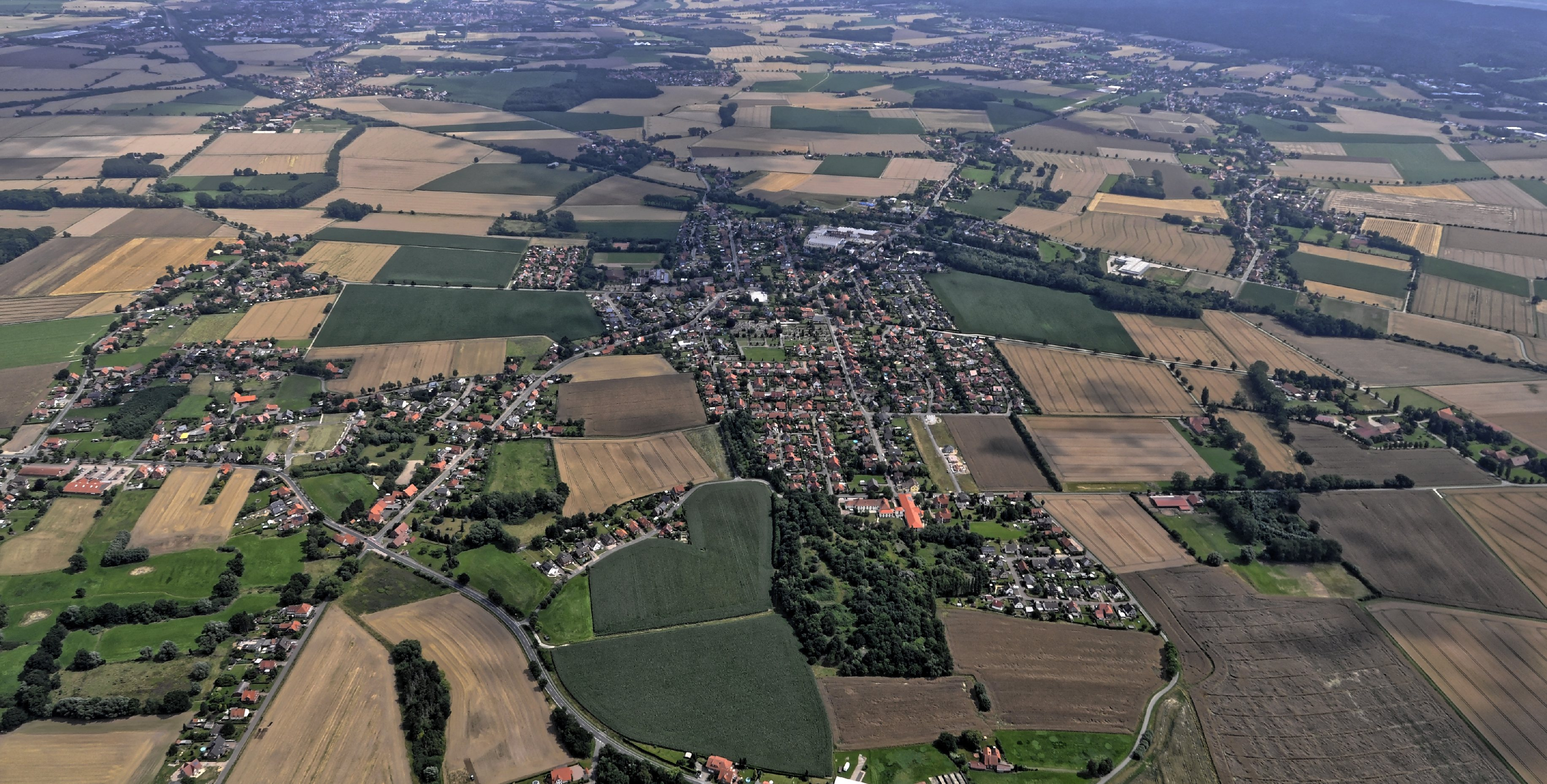
Seggebruch von oben

Seggebruch ist eine Gemeinde im Landkreis Schaumburg und Teil der Samtgemeinde Nienstädt.

## Geografie
Die Gemeinde liegt zwischen Minden und Stadthagen an der Bahnstrecke Hannover–Minden. Südlich schließt sich der Naturpark Weserbergland Schaumburg-Hameln an.
Nachbarorte sind im Uhrzeigersinn Hespe, Helpsen, Obernkirchen und Bückeburg.
Die Ortsteile der Kommune sind Alt- und Neu-Seggebruch, Tallensen, Echtorf, Schierneichen, Deinsen und die Siedlung Baum. Außerdem gehört noch der Wohnplatz Brummershop zur Gemeinde.

## Geschichte
Um 1300 besaß die Mindener Kirche in Secbroke ein Haus, das sie einem Reinbert Steen zum Lehen gab. Im Mittelalter unterhielt die Grund- und Zinsherrschaft die Grafen von Holstein-Schaumburg. 1766 wurde die Schreibweise des Ortsnamens in Seggebroock angeglichen, was sich der heutigen Form näherte. Im Jahr 1871 gehörte Seggebruch zur Landgemeinde Deinsen. Bei der Gründung der Kreise im Jahr 1899 wurde der Kreis Bückeburg zuständig. Von April 1948 bis Juli 1977 gehörte die Gemeinde dem Landkreis Schaumburg-Lippe an. Am 1. März 1974 wurde Seggebruch Teil der Samtgemeinde Nienstädt.
Echtorf wurde nach dem Westfälischen Urkundenbuch erstmals im Jahr 1188 als Ectorpe erwähnt. Die Hofbesitzer von Schierneichen wurden 1565 noch unter Deinsen aufgeführt, erstmals jedoch 1597 als Bewohner von Schiren Eichen genannt. Tallensen erschien erstmals 1286 in einer Urkunde, als der Edle Bernhard von Lo dem Stift Obernkirchen einen Hof übertrug. Deinsen wurde um 1300 als Deyghenhusen genannt, und der Ort gehörte dem Bischof von Minden. Der Bischof hatte das Gebiet dem Reinbert Steen zum Lehen gegeben.
Die Siedlung Baum wurde 1304 als des Hoves thon Walbomen, dhe leget an dem dorphe tho Hydessen bezeichnet. Der Edelvogt Gerhard von dem Berge überließ sein Eigentum dem Grafen Gerhard von Hoya. Noch im Jahr 1964 war die Siedlung ein Wohnplatz im gemeindefreien Gebiet Baum. Brummershop wurde 1566 als Hof zum Sael von Claus von Münchhausen gegründet.
Am 1. März 1974 wurden die Gemeinden Schierneichen-Deinsen und Tallensen-Echtorf eingegliedert.

## Religion
- Die evangelisch-lutherischen Christen bilden seit 1912/1913 eine eigene Kirchengemeinde in Seggebruch. Die Weihe der Kirche fand am 27. August 1913 statt.
- Die katholischen Gläubigen gehören zur Pfarrgemeinde St. Marien in Bückeburg.

## Politik

### Bürgermeister/Verwaltung
Ehrenamtlicher Gemeindebürgermeister ist Jörn Wittkugel (SPD). Bestellter Gemeindedirektor ist Samtgemeindebürgermeister Ditmar Köritz. Das Gemeindebüro befindet sich in der Cronsbruchstraße 20.

### Gemeinderat
Der Rat der Gemeinde besteht aus 11 Ratsfrauen und Ratsherren. Die Ratsmitglieder werden durch eine Kommunalwahl für jeweils fünf Jahre gewählt.
Bei der letzten Kommunalwahl 2021 ergab sich folgende Sitzverteilung:
| - CDU – 2 Sitze - SPD – 6 Sitze - WGSN – 1 Sitz - Grüne – 2 Sitze | Gemeinderatswahl 2021Wahlbeteiligung: 63,9 % 6050403020100 51,0 %21,2 %12,9 %11,5 %3,4 % SPDCDUGrüneWGSNdFDPAnmerkungen:d Wgem. Samtgemeinde Nienstädt f. Seggebruch |

## Wirtschaft und Infrastruktur

### Öffentliche Einrichtungen
Für Sicherheit und Ordnung ist das Polizeikommissariat in Bückeburg zuständig. Der Brandschutz und die allgemeine Hilfe werden durch die Freiwilligen Feuerwehren in Seggebruch sowie den Feuerwehren in Schierneichen-Deinsen-Baum und Tallensen-Echtorf sichergestellt.

### Bildung
Im Bereich der Bildung gibt es in Seggebruch eine integrative Kindertagesstätte, einen Kinderhort und eine Kinderkrippe im vorschulischen Bereich. Zudem unterhält die Grundschule Nienstädt in Seggebruch eine Außenstelle. Weiterführende Schulen befinden sich in Helpsen, Stadthagen und Bückeburg.

### Verkehr
Die nächste Autobahnanschlussstelle ist Bad Eilsen an der Bundesautobahn 2 Hannover-Dortmund, etwa 11 km entfernt. Südlich der Gemeinde verläuft die Bundesstraße 65, die von Minden nach Hannover verläuft. Der nächste Bahnhof befindet sich in Kirchhorsten (Gemeinde Helpsen). Hier besteht eine stündliche Anbindung in Richtung  Minden und Hannover mit der S-Bahn. Der ÖPNV wird von der Firma Rottmann und Spannuth bedient.